# فهرست انواع پای و تارت
فهرست زیر به انواع تارت و پای اشاره دارد:
| نام                                 | تصویر | خاستگاه                                                                                             | نوع             | توضیح |
| ----------------------------------- | ----- | --------------------------------------------------------------------------------------------------- | --------------- | --- |
| پای سیب‌زمینی                        |       | ترینیداد و توباگو                                                                                   | نمکی و غیرشیرین | این پای لطیف است و در روغن سرخ می‌شود. در واقع یک نوع دیگر از سمبوسه است و حاوی ادویه فراوان و سیب‌زمینی له شده و همچنین سبزیجات گوناگون مانند نخود سبز است. معمولاً بزرگتر از یک سمبوسه است و در حدود ۵ سانتیمتر طول آن است. |
| سیب تنوری                           |       | ایالات متحده آمریکا                                                                                 | شیرین           | یک دسر متشکل از سیب پخته شده با یک پوسته ترد در روی آن است. بسیاری از انواع مختلف میوه می‌تواند برای جایگزین سیب شوند. یکی از انواع رایج آن ریواس است.                                                                      |
| پای سیب                             |       | هلند                                                                                                | شیرین           | پای میوه (یا تارت) است و در آن از انواع سیب مانند سیب سبز گرنی اسمیت استفاده می‌شود. |
| پای گوشت (استرالیا و نیوزیلند)      |       | استرالیا و نیوزیلند                                                                                 | نمکی و غیرشیرین | پای گوشت به اندازه یک دست است که عمدتاً شامل گوشت چرخ شده و سس گریوی برخی با پیاز است و اغلب به عنوان یک میان‌وعده غذایی مصرف می‌شود.                                                                                         |
| پای تخم‌مرغ و بیکن                   |       | گوناگون                                                                                             | نمکی و غیرشیرین | یک پای تشکیل شده از بیکن، تخم‌مرغ و اغلب پیاز. |
| تارت بیکویل                         |       | بریتانیای کبیر                                                                                      | شیرین           | یک تارت با خمیر بریزه، و مارمالاد یا مربا و پودر بادام پر شده. اغلب با آجیل، مانند بادام و بادام زمینی، و لایه بالاتر با یخ چینه با طعم بادام، و یک نصف گیلاس آبنباتی پوشانده شده‌است.                                      |
| پای موز خامه‌ای                      |       | ایالات متحده آمریکا                                                                                 | شیرین           | پای کرم ساخته شده با کاستارد غنی حاوی شیر، خامه و آرد و تخم مرغ و همراه با موز خرد شده، اغلب با خامه زده شده پوشیده شده‌است.                                                                                                |
| بنافی پای                           |       | بریتانیای کبیر                                                                                      | شیرین           | با خمیر انگلیسی که از موز درست می‌شود. |
| پای لوبیا                           |       | ایالات متحده آمریکا                                                                                 | شیرین           | یک پای کاستارد شیرین با پر کردن دانه‌های له شده لوبیا، شکر، کره، شیر و ادویه جات، از جمله وانیل، دارچین، و جوز. |
| کلنجر بدفوردشر                      |       | بدفوردشر، انگلستان، بریتانیا                                                                        | شیرین و نمکی    | به شکل دراز، که با گوشت، سیب زمینی و سبزیجات از یک طرف و و مواد شیرین (مربا یا میوه) در طرف دیگر پر می‌شود. |
| بسطیه                               |       | مراکش                                                                                               | نمکی و غیرشیرین | مرغ و بادام |
| بلک بن                              |       | اسکاتلند                                                                                            | شیرین           | یک کیک میوه پوشیده شده که به‌طور سنتی در شب دوازدهم خورده می‌شود. |
| پای تمشک                            |       | ایالات متحده آمریکا                                                                                 | شیرین           | یک پای میوه که با تمشک پر می‌شود. |
| پای بلوبری                          |       | ایالت‌های نیو انگلند آمریکا، ایالات متحده آمریکا                                                     | شیرین           | یک پای میوه (یا تارت) که با بلوبری پر می‌شود. |
| پای باب اندی                        |       | ایالات متحده آمریکا (آمیش)                                                                          | شیرین           | یک پای کاستارد شیرین، چاشنی داده شده با دارچین و میخک صدپر. |
| بوقاتسا                             |       | یونان                                                                                               | شیرین یا نمکی   | شامل کاستارد، پنیر، یا پر کردن گوشت چرخ شده بین لایه‌های فیلو. |
| بویزن‌بری                            |       | شمال شرقی ایالات متحده آمریکا                                                                       | شیرین           | |
| پای بریدی                           |       | اسکاتلند                                                                                            | نمکی و غیرشیرین | پای کوچک پر شده با گوشت چرخ شده، کره، و پیه گوشت گاو با نمک و فلفل چاشنی. برخی علاوه بر این با پیاز خرد شده. |
| بوکو پای                            |       | فیلیپین                                                                                             | شیرین           | یک پای شیرین با خاستگاه کشور فیلیپین. این پای تنها در کشورهای جزیره در دسترس بود، تا زمانی که روش‌های انجماد مورد استفاده قرار گرفت. این یک پای بسیار محبوب است، و از نارگیل تازه درست می‌شود.                               |
| پای سته                             |       | در کانادا و ایالت‌های غرب میانه آمریکا پر طرفدار است.                                                | شیرین           | یک پای شیرین میوه است که با میوه‌هایی مانند بلوبری، رزبری و توت‌فرنگی پر می‌شود. گونه‌های دیگر نیز شامل دیگر انواع توت‌ها یا علاوه بر این انگور بوده رنگ مواد پر کننده بنفش پررنگ است.                                          |
| پای کدو تنبل                        |       | صربستان                                                                                             | شیرین           | پای دراز پر شده با کدو تنبل شیرین. |
| بورک                                |       | دریای مدیترانه، بالکان و مناطق امپراتوری عثمانی سابق.                                               | نمکی و غیرشیرین | فیلو که با پنیر، گوشت، سیب زمینی و سایر سبزیجات پر شده‌است. |
| پای کره                             |       | لانکاشر، انگلستان، بریتانیا                                                                         | نمکی و غیرشیرین | ساخته شده با سیب زمینی خرد شده، پیاز، کره، نمک و فلفل. |
| تارت کره                            |       | کانادا                                                                                              | شیرین           | کره، شکر و تخم مرغ در یک پوسته شیرینی، با کشمش و گردو که اغلب اضافه می‌شود. |
| پای دوغ                             |       | ایالت‌های جنوبی آمریکا                                                                               | شیرین           | پای مانند کاستارد سنتی در پوسته شیرین که با مخلوطی از شکر، کره، تخم مرغ، آبدوغ و آرد پر شده. |
| تارت کارامل                         |       | استرالیا                                                                                            | شیرین           | یک تارت شیرین، با کارامل. برخی با خامه یا شکلات. |
| کیک پنیر                            |       | ایالات متحده آمریکا                                                                                 | شیرین           | پنیر خامه‌ای و شیرینی، ممکن است در طعم‌های گوناگون بکار رود. |
| کیک پنیر                            |       | ایالات متحده آمریکا                                                                                 | شیرین           | پای با مواد پر شده مشابه کیک پنیر با پوسته گراهام ویفر و اغلب با میوه‌هایی که در سطح قرار می‌گیرند. |
| پای گیلاس                           |       | ایالات متحده آمریکا                                                                                 | شیرین           | پر شده با گیلاس. معمولاً با گیلاس ترش به جای گیلاس شیرین درست می‌شود تا بتوان شیرینی پای را کنترل کرد. |
| شیرینی صندوقی (پای ذرت)             |       | بریتانیای کبیر                                                                                      | شیرین           | پای کاستارد تشکیل شده از تخم مرغ، کره، شکر، شکر قهوه‌ای، وانیل و ذرت |
| پای مرغ و قارچ                      |       | بریتانیای کبیر                                                                                      | نمکی و غیرشیرین | پای ساخته شده با پوسته شیرین و پر شده با تکه‌های کوچک مرغ و قارچ خرد شده در سس خامه. |
| پای چینی                            |       | استان کبک، کانادا                                                                                   | نمکی و غیرشیرین | با گوشت چرخ ساخته شده، پیاز در لایه پایین، ذرت کنسرو شده برای لایه میانی، و سیب زمینی له شده در بالا. |
| پای کرم نارگیل                      |       | ایالات متحده آمریکا                                                                                 | شیرین           | پای کرم ساخته شده با کاستارد غنی با شیر، خامه، آرد، تخم مرغ، و نارگیل خرد شده. معمولاً با خامه و نارگیل در روی پای. |
| پای کیک کلوچه                       |       | ایالات متحده آمریکا                                                                                 | شیرین           | ترکیبی از خمیر شیرینی و کیک کره‌ای که با هم در یک پوسته پای پخته می‌شوند. |
| Corned beef pie پای گوشت گاو نمک‌سود |       | بریتانیای کبیر                                                                                      | نمکی و غیرشیرین | پای پر شده با گوشت گاو، پیاز و سبزیجات دیگر مانند ذرت، نخود فرنگی و هویج. پای را می‌توان با شده سیب زمینی له شده در سطح آن پوشاند.                                                                                          |
| پای چوپان (پای ییلاقی)              |       | بریتانیای کبیر، کانادا                                                                              | نمکی و غیرشیرین | پای گوشت با پوسته‌ای از سیب زمینی له شده. |
| پای ماهی و شوید                     |       | روسیه                                                                                               | نمکی و غیرشیرین | پای پخته با ماهی آزاد یا ماهیان خاویاری، برنج، تخم مرغ سفت، قارچ، و شوید. |
| پای نان                             |       | بریتانیای کبیر                                                                                      | نمکی و غیرشیرین | پای گوشت با پوسته از خرده نان در روی آن |
| پای کاری                            |       | بریتانیای کبیر                                                                                      | نمکی و غیرشیرین | پای با پوسته شیرین و پر شده با کاری هندی یا چینی. |
| کاری پوف                            |       | مالزی، سنگاپور، تایلند                                                                              | نمکی و غیرشیرین | یک پای کوچک متشکل از کاری با مرغ و سیب زمینی در پوسته شیرین سرخ شده یا پخته شده. |
| تارت کاستارد                        |       | فرانسه، بریتانیای کبیر                                                                              | شیرین           | یک شیرینی پخته شده شامل پوسته شیرین پر از کاستارد. |
| پای دربی                            |       | کنتاکی، ایالات متحده آمریکا                                                                         | شیرین           | شکلات و کیک گردو با پوسته خمیر شیرین که معمولاً با گردوی آمریکایی، چیپس شکلات و کنتاکی بوربن درست می‌شود. |
| امپانادا                            |       | در اسپانیا، پرتغال، آمریکای لاتین، آمریکای مرکزی، فیلیپین، اندونزی، مالزی و حوزه کارائیب محبوب است. | شیرین و نمکی    | یک شیرینی پر شده، با مواد پخته یا سرخ شده، از جمله گوشت، پنیر، سبزیجات یا میوه. |
| پای ماهی Fisherman's Pie            |       | بریتانیای کبیر                                                                                      | نمکی و غیرشیرین | یک پای با ماهی سفید در سس béchamel و سیب زمینی له شده، شبیه به پای cottage ساخته می‌شود. |
| فلن                                 |       | | شیرین           | A کاستارد پخته شده در قالب و در فر، به‌طور معمول با سس کارامل سرو می‌شود. |
| پای فلاپر                           |       | غرب کانادا                                                                                          | شیرین           | یک پای کاستارد با پوسته گراهام ویفر، با مرنگ در روی آن. |
| Fleischkuekle                       |       | روسیه، آلمان، داکوتای شمالی، ایالت متحده                                                            | نمکی و غیرشیرین | یک پای گوشت سرخ شده در روغن با نان مسطح در روی پای. |
| پای فراید                           |       | ایالات متحده آمریکا                                                                                 | شیرین           | یک پای کوچک شیرین، حاوی میوه. |
| گیبانیکا                            |       | بالکان                                                                                              | نمکی و غیرشیرین | تهیه شده از خمیر سنتی بالکانی که معمولاً با پنیر سفید حاصل می‌شود. |
| پای ارتش دختران (پای تره فرنگی)     |       | بریتانیای کبیر                                                                                      | نمکی و غیرشیرین | یک پای سنتی بریتانیایی، پای سبزی روباز. پوسته شیرین شامل سیب زمینی و پیاز و تره مخلوط، که پس از آن با پنیر پوشیده می‌شود.                                                                                                   |
| هورنازو                             |       | اسپانیا                                                                                             | نمکی و غیرشیرین | یک پای گوشت اسپانیایی ساخته شده با آرد و مایه خمیر و پر شده با گوشت خوک، سوسیس و تخم مرغ سفت. |
| کلوچه جامائیکایی                    |       | جامائیکا، کارائیب                                                                                   | نمکی و غیرشیرین | یک شیرینی کوچک، معمولاً با چاشنی گوشت است. |
| پای نان شکم پر                      |       | فنلاند                                                                                              | نمکی و غیرشیرین | یک قرص نان پر شده با ماهی. |
| شیرینی کارلیا                       |       | فنلاند                                                                                              | نمکی و غیرشیرین | معمولاً پر شده با برنج، اما در اصل از پوره سیب زمینی ساخته می‌شده‌است. |
| پای لیمو ترش                        |       | ایالات متحده آمریکا                                                                                 | شیرین           | زرده تخم‌مرغ، و شیر تغلیظ شده در یک پوسته پای شیرین. |
| خاچاپوری                            |       | گرجستان                                                                                             | نمکی و غیرشیرین | پنیر پر شده در نان |
| Killie pie                          |       | |                 | |
| کنیش                                |       | شرق اروپا                                                                                           | نمکی و غیرشیرین | پیراشکی سرخ شده که از خمیر پوسته پوسته و پر شده با پوره سیب زمینی، گوشت چرخ کرده، کلم رنده شده واب پز با سرکه، پیاز، پنیر ساخته می‌شود.                                                                                     |
| Kothropita                          |       | |                 | |
| کوچن                                |       | آلمان                                                                                               | شیرین           | یک واژه عمومی که در آلمان به معنای کیک است. |
| پای لیمو و تخم و مرغ                |       | ایالات متحده آمریکا                                                                                 | شیرین           | آب لیمو، تخم مرغ، و شیرعسلی در یک پوسته پای، |
| پای مرنگ لیمو                       |       | ایالات متحده آمریکا                                                                                 | شیرین           | پر شده با لیمو و تزیین با مرنگ در سطح. |
| تارت منچستر                         |       | بریتانیا                                                                                            | شیرین           | یک تارت پخته شده شامل یک پوسته شیرین، با مربای تمشک، پوشش داده شده با کاستارد و با تکه‌های نارگیل در روی تارت. |
| پای گوشت و سیب‌زمینی                 |       | یورکشایر، لانکاشر، and کامبریا regions in the بریتانیا                                              | نمکی و غیرشیرین | سیب زمینی، با گوشت گوسفند یا گوشت گاو، و گاهی هویج و / یا پیاز پخته در یک پوسته شیرین. |
| پای گوشت                            |       | در اروپا، استرالیا، نیوزیلند، کانادا و آفریقای جنوبی پر طرفدار است.                                 | نمکی و غیرشیرین | به ویژه در کشور انگلستان و کشورهای مشترک‌المنافع رایج است. |
| پای خوک ملتون موبرای                |       | بریتانیا                                                                                            | نمکی و غیرشیرین | پای با گوشت خوک |
| پای گوشت چرخ‌شده                     |       | بریتانیا                                                                                            | شیرین           | یک پای شیرین بریتانیایی کوچک که به‌طور سنتی در طول فصل کریسمس سرو می‌شود. از قرن‌ها پیش شامل گوشت گوسفند و ادویه‌جات ترشی جات بوده‌است.                                                                                         |
| پای مینوی                           |       | تبت                                                                                                 | شیرین/ترش       | پای سنتی ساخته شده از میوه Minui. |
| پای شکلات مایع میسیسیپی             |       | ایالات متحده آمریکا                                                                                 | شیرین           | پای دسر شامل یک شکلات چسبناک در بالای یک پوسته شکلات که معمولاً با بستنی سرو می‌شود. |
| پای گوشت ناچیتوچس                   |       | Northern لوئیزیانا، ایالات متحده آمریکا                                                             | نمکی و غیرشیرین | هلال شکل، پر شده با گوشت. |
| پای کیک ناپولیتن                    |       | ایالات متحده آمریکا                                                                                 | شیرین           | ترکیبی از شکلات، وانیل و پودر کیک توت فرنگی در یک پوسته پای پخته شده. |
| پای ناپلئونی                        |       | ایالات متحده آمریکا                                                                                 | شیرین           | شکلات، وانیل و توت فرنگی با یکدیگر در پای ترکیب شده‌است. |
| پای گوشت قیمه                       |       | روسیه                                                                                               | نمکی و غیرشیرین | سه گوش، پر از گوشت گاو چرخ شده، پیاز و سیب زمینی. به عنوان یک غذای ملی تاتارها. |
| پاستیلا                             |       | مراکش                                                                                               | نمکی و غیرشیرین | یک پای سنتی گوشت به‌طور سنتی از جوجه (کبوتر) در لایه‌های ترد خمیر ساخته شده، با یک لایه ترد از بادام زمینی، دارچین و شکر. |
| پای خمیری                           |       | کانادا، کورن‌وال، بریتانیا                                                                           | نمکی و غیرشیرین | یک مواد غذایی سنتی ناها برای کارگران معدن کرنوالی. |
| پای                                 |       | ایالات متحده آمریکا                                                                                 | شیرین           | |
| پای گردوی آمریکایی                  |       | ایالات متحده آمریکا                                                                                 | شیرین           | پای با گردو. |
| پای مد روز                          |       | ایالات متحده آمریکا                                                                                 | شیرین           | روی پای بستنی می‌ریزند |
| پای شکم پر                          |       | روسیه                                                                                               |                 | این یک عنوان عمومی برای نان پخته یا سرخ شده به اندازه یک نفر و پر شده با انواع مواد است. |
| پای پیتزا                           |       | ناپل                                                                                                | نمکی و غیرشیرین | مسطح، مانند نان، به‌طور معمول همراه سس گوجه فرنگی و پنیر (معمولاً موتزارلا) و مواد گوناگون بر اساس فرهنگ |
| پای گوشت خوک                        |       | بریتانیای کبیر                                                                                      |                 | |
| پای پوت                             |       | ایالات متحده آمریکا                                                                                 |                 | یک پای است که هیچ پوسته پایینی ندارد. به‌طور معمول از سس سفید، بوقلمون یا گوشت مرغ، هویج، نخود فرنگی، پیاز ساخته شده‌است. این پای اغلب با برنج سرو می‌شود.                                                                    |
| پای پوکا                            |       | بریتانیا                                                                                            |                 | |
| پای کدو حلوایی                      |       | ایالات متحده آمریکا                                                                                 | شیرین           | کدو تنبل، کاستارد با طعم جوز، دارچین، میخک صدپر، و زنجبیل، پخته شده را در یک پوسته پای جا داده و در تعطیلات پاییز و اوایل زمستان بسیار رایج است.                                                                           |
| پیروگ                               |       | | نمکی و غیرشیرین | |
|                                     |       | آلبانی                                                                                              | شیرین           | |
| پای کیش                             |       | فرانسه                                                                                              |                 | یک اصطلاح عمومی است. نوعی پای که با پر کردن مواد مختلف خرد شده در مخلوط تخم مرغ و شیر درست می‌شود. |
| پای کشمش                            |       | |                 | |
| Rappie pie                          |       | کانادا                                                                                              | نمکی و غیرشیرین | متشکل از سیب زمینی رنده شده، گوشت، پیاز، و استک سوپ. |
| پای تمشک سیاه                       |       | | شیرین           | پای پر شده از تمشک. |
| پای رزبری و تمشک                    |       | ایالات متحده آمریکا                                                                                 | شیرین           | پر شده با رزبری و تمشک. |
| پای مخمل قرمزی                      |       | ایالات متحده آمریکا                                                                                 | شیرین           | |
| پای کیک پنیر مخمل قرمزی             |       | ایالات متحده آمریکا                                                                                 | شیرین           | |
| پای ریواس                           |       | ایالات متحده آمریکا                                                                                 | شیرین           | پای پر شده با ریواس. |
| پای گوشت بولیویایی                  |       | بولیوی                                                                                              | نمکی و غیرشیرین | شیرینی پر شده با گوشت گاو، گوشت خوک یا مرغ مخلوط شده در سس شیرین، کمی تند یا بسیار تند، و برخی نیز حاوی نخود فرنگی، سیب زمینی و مواد دیگر.                                                                                 |
| سمبوسه                              |       | شبه‌قاره هند، آسیای مرکزی، غرب آسیا، شاخ آفریقا، آفریقای شمالی، آفریقای جنوبی                        | نمکی و غیرشیرین | سرخ شده و پخته با موادی مانند سیب زمینی ادویه‌دار، پیاز، نخود فرنگی، عدس، گوشت بره یا مرغ، اغلب با چتنی. |
| پای اسکاتلندی                       |       | اسکاتلند                                                                                            | نمکی و غیرشیرین | کوچک، پای دو پوسته پر شده با گوشت گوسفند یا گوشت‌های دیگر. |
| Sea-pie Cipaille                    |       | بریتانیا                                                                                            | نمکی و غیرشیرین | پای گوشت لایه لایه ساخته شده با گوشت یا ماهی. |
| سفیها                               |       | شام (سرزمین)                                                                                        | نمکی و غیرشیرین | پای گوشت روباز. |
| پای شیپرد                           |       | بریتانیا                                                                                            | نمکی و غیرشیرین | گوشت گوسفند بو داده یا گوشت بره پخته شده، با سیب زمینی له شده در بالا. |
| پای شیره چغندر                      |       | ایالات متحده آمریکا                                                                                 | شیرین           | نوعی پای تهیه شده با شیره چغندر رایج در پنسیلوانیا و دلاویر |
| پای اسفناج                          |       | یونان                                                                                               | نمکی و غیرشیرین | پر شده با اسفناج خرد شده، پنیر فتا، پیاز و تخم مرغ |
| پای استارگازی                       |       | بریتانیا                                                                                            | نمکی و غیرشیرین | همراه با تخم مرغ و سیب زمینی، پوشش داده شده با پوسته شیرین، سر ماهی و برخی دم ماهی پخته شده از پوسته بیرون زده، در نتیجه ماهی به شکل زل زده به آسمان دیده می‌شود.                                                           |
| Steak and kidney پای استیک و کلیه   |       | بریتانیای کبیر                                                                                      | نمکی و غیرشیرین | پای با مخلوطی از گوشت گاو و کلیهٔ بره، یا خوک، پیاز سرخ شده، و سس گریوی است. همچنین به عنوان کیت و سیدنی شناخته شده. |
| پای استیک                           |       | بریتانیا                                                                                            | نمکی و غیرشیرین | پای گوشت ساخته شده از گوشت گاو، محصور در یک پوسته شیرین. |
| پای توت‌فرنگی                        |       | ایالات متحده آمریکا                                                                                 | شیرین           | پای پر شده با توت فرنگی |
| پای ریواس توت‌فرنگی                  |       | ایالات متحده آمریکا                                                                                 | شیرین           | پای پر از توت فرنگی و ریواس، معمولاً با یک پوسته مشبک سبک در بالا. |
| St. Stephen's Day pie               |       | | نمکی و غیرشیرین | ساخته شده با استفاده از بوقلمون و ژامبون. |
| پای شکر                             |       | | شیرین           | یک پای تک پوسته پر شده با آرد، کره، نمک، وانیل و خامه، شکر قهوه‌ای یا شیره درخت افرا. |
| پای سیب‌زمینی شیرین                  |       | ایالات متحده آمریکا                                                                                 | شیرین           | یک تارت بزرگ بدون پوسته بالا، پر شده پوره سیب زمینی شیرین، شیر، شکر و تخم مرغ، با طعم ادویه جات مانند جوز. |
| تارت سانتیاگو                       |       | اسپانیا                                                                                             | شیرین           | کیک یا پای پر شده با بادام زمینی، تخم مرغ و شکر. |
| Tiropita پای پنیر یونانی            |       | یونان                                                                                               | نمکی و غیرشیرین | پر شده با مخلوط پنیر، تخم مرغ. |
| تارت کاپریس                         |       | ایتالیا                                                                                             | شیرین           | کیک شکلات بدون آرد و بادام یا گردو. |
| Tourtière                           |       | کانادا، شمالی ایالت‌های نیو انگلند آمریکا، آمریکا                                                    | نمکی و غیرشیرین | یک پای گوشت منشأ آن استان کبک است، معمولاً با گوشت خوک و / یا گوشت گوساله، گوشت گاو و ماهی پر می‌شود. |
| تارت تریکل                          |       | بریتانیا                                                                                            | شیرین           | شیرینی پر شده با آرد سوخاری و لیموترش. |
| Vlaai                               |       | هلند                                                                                                | شیرین           | پای یا تارت شامل شیرینی و پر شده با میوه، کره خرد شده و مخلوط شکر، یا برنج پخته شده و کاستارد. |
| Watalappam                          |       | سری‌لانکا                                                                                            | شیرین           | پودینگ کاستارد نارگیل ساخته شده از شیر نارگیل و شیر تغلیظ شده، شکر زرد، تخم مرغ و ادویه‌جات و ترشی‌جات مختلف، از جمله هل، میخک، و جوز.                                                                                       |
| پای وولتون                          |       | بریتانیا                                                                                            | نمکی و غیرشیرین | پای پر شده از سبزیجات مانند سیب زمینی یا هویج، گل کلم، هویج و شلغم، با سیب زمینی و پنیر رنده شده در روی پای. |
| زل‍ن‍ی‍ک                                  |       | بالکان                                                                                              | نمکی و غیرشیرین | متشکل از لایه‌های نازک از خمیر phyllo فیلو پر شده با ترکیبی از تخم مرغ، اسفناج، ترشک درشت، گوشت سرخ، تره فرنگی، برنج، و کلم.                                                                                                |
| تارت فندق و آلو                     |       | آلمان                                                                                               | شیرین           | پای متشکل از فندق، دارچین و آلو. |
| تارت پیاز شمال آلمان                |       | آلمان                                                                                               | نمکی و غیرشیرین | پای مخلوط از بز، کره، نازک پیاز، تخم مرغ و آرد. |
| تارت کدو حلوایی                     |       | هلند                                                                                                | شیرین           | یک پای پر شده با کدو حلوایی |
| قطاب یزدی                           |       | ایران                                                                                               | شیرین           | مواد تشکیل دهنده خود قطاب: آب، روغن، آرد، پودر قند مواد لازم برای مغز قطاب: پودر بادام، شکر و جوز هندی |